# Biserica de lemn din Valea Orlei
Biserica de lemn din Valea Orlei este un monument istoric aflat pe teritoriul satului Valea Orlei, comuna Bucov. În Repertoriul Arheologic Național, monumentul apare cu codul 130838.01.